# Daniel-Rops
Henri Petiot, detto Daniel-Rops (Épinal, 19 gennaio 1901 – Tresserve, 27 luglio 1965), è stato un saggista e romanziere francese.

## Biografia
Docente di storia all'università di Lione, contribuì con numerose opere al dibattito della cultura cattolica francese, tentando di definirne la collocazione nella «civiltà moderna»: dal primo romanzo L'anima oscura (L'âme obscure, 1929) al saggio Il mondo senz'anima (Le monde sans âme, 1932), al romanzo Morte, dov'è la tua vittoria? (Mort, où est ta victoire?, 1934), alle pagine di La spada di fuoco (L'épée de feu, 1939). 
In polemica con il nichilismo esistenzialista, il pensiero di Daniel-Rops mira ad affermare una cultura cattolica ortodossa e nello stesso tempo capace di intervenire nei vari problemi della Francia fra le due guerre. 
Dopo il 1940 si dedicò prevalentemente alla divulgazione storico-religiosa; si ricordano Il popolo della Bibbia (Le peuple de la Bible, 1943), Gesù nel suo tempo (Jésus en son temps, 1945), gli otto volumi della Storia della chiesa di Cristo (Histoire de l'église du Christ), pubblicati fra il 1948 e il 1966. 
Nel 1946 ricevette il Gran premio di letteratura dell'Accademia francese, per l'insieme della sua opera letteraria.
Dal 1955 fu membro dell'Académie française.

## Opere scelte
- Notre Inquiétude (1926)
- L'âme obscure (1929)
- Mort, où est ta victoire? (1934)
- L'épée de feu (1939)
- Le peuple de la Bible (1943)
- Jésus et son temps (1945)
- La nuit du cœur flambant (1947)
- Histoire sainte (1954)
- Qu'est ce la Bible? (1955)
- La vie quotidienne en Palestine au temps de Jésus (1961)

### Traduzioni in italiano
- Daniel-Rops, La spada di fuoco : romanzo, Milano, A. Mondadori, 1941.
- Daniel-Rops, Il mondo senz'anima, Brescia, Morcelliana, 1947.
- Daniel-Rops, Vento del Nord sulle isole, Milano, Massimo, 1957.
- Daniel-Rops, Morte dov'è la tua vittoria?, Milano, Massimo, 1965.
- Daniel-Rops, La vita quotidiana in Palestina al tempo di Gesù, Milano, A. Mondadori, 1986.